# ISO 3166-2:KH
La ISO 3166-2:KH és un estàndard ISO que defineix geocodes: és el subconjunt de l'ISO 3166-2 que s'aplica a Cambodja. Cada codi bipartit consisteix en el codi de l'ISO 3166-1 per a Cambodja (KH) seguida per un guió i 1 o 2 dígits.

## Codi
- KH-2 	Battambang
- KH-3 	Kampong Cham
- KH-4 	Kampong Chhnang
- KH-5 	Kampong Speu
- KH-6 	Kampong Thom
- KH-7 	Kampot
- KH-8 	Kandal
- KH-9 	Kaoh Kong
- KH-10 	Kratié
- KH-11 	Mondul Kiri
- KH-12 	Phnom Penh
- KH-13 	Preah Vihear
- KH-14 	Prey Veng
- KH-15 	Pursat
- KH-16 	Ratanak Kiri
- KH-17 	Siemreap
- KH-18 	Preah Seihanu
- KH-19 	Stung Treng
- KH-20 	Svay Rieng
- KH-21 	Takéo
- KH-22 	Oddar Meancheay
- KH-23 	Keb
- KH-24 	Pailin